# Viktor Šuvalov
Viktor Grigor'evič Šuvalov (in russo Виктор Григорьевич Шувалов?; Ruzaevka, 15 dicembre 1923 – Mosca, 19 aprile 2021) è stato un hockeista su ghiaccio sovietico, dal 1991 russo.
È morto nella primavera del 2021, vittima del Covid-19.

## Palmarès

### Olimpiadi invernali
- 1 medaglia:
  - 1 oro (Cortina d'Ampezzo 1956)